# Jean Coucouzèle
 (mars 2016).
Pour les articles homonymes, voir Saint Jean.
Saint Jean Coucouzèle (en grec médiéval Ιωάννης Κουκουζέλης, en bulgare Йоан Кукузел Joan Kukuzel) est un mélode, un chantre et un théoricien de la musique liturgique de l'Église orthodoxe du Moyen Âge. L'époque et le lieu de sa naissance ne sont pas connus avec certitude, on les situe souvent dans les Balkans au XIIIe siècle. 
C'est un saint des Églises orthodoxes fêté le 1er mars avec saint Romain le Mélode le grand hymnographe grec du VIe siècle, ou seul le 1er octobre.

## Son œuvre
Il était doté d'une voix d'une beauté exceptionnelle et ses contemporains de langue slave l'ont surnommé Angeloglasni, « celui qui a une voix d'ange ».
Il enrichit la musique byzantine avec des intonations bulgares. On lui doit deux grandes réformes :
- l'introduction de la polyphonie.
- la réforme de l'ancien système de notation byzantine.

Il compose environ 90 œuvres, parmi lesquelles la plus célèbre est le Polyéléos de la femme bulgare, dédié à sa propre mère.

## Sa vie
Selon certaines sources, il serait né à Durrës, actuellement en Albanie en 1280. Selon d'autres, il serait né à Justiniana Prima, près de Nis actuellement en Serbie. Certains auteurs le font vivre au XVe siècle.
Il était orphelin de père et sa mère lui dispensa une éducation soignée.
Il étudie le chant dans l'École impériale de Constantinople, puis s'installe au Mont Athos jusqu'à la fin de ses jours. Beaucoup s'accordent à situer son décès au Mont Athos en 1360.
Quoi qu'il en soit du lieu et de la date de sa naissance, sa mémoire appartient au patrimoine de l'ensemble de l'Église orthodoxe et particulièrement des communautés qui utilisent toujours le chant byzantin.

## Canonisation et autres hommages
Canonisé par le Patriarcat de Constantinople, il est célébré le 1er octobre. C'est un des saints les plus importants de l'Église orthodoxe bulgare du Moyen Âge.
- L'école de musique à Durrës, sa ville natale probable, porte son nom.

## Sources
- Diptyques de l'Église de Grèce, 1994 (en grec). Édition de la Diaconie apostolique de l'Église de Grèce, Athènes, 1994.
- Moine Macaire de Simonospétra, Le synaxaire, vie des saints de l'Église orthodoxe, Thessalonique, 1987 (en français). Octobre, page 213.
- (en) « St. John Kukuzelis », Orthodox America
- (bg) « Св. Йоан Кукузел — тропар, кондак и житие », Pravoslavieto.com